# Priorato di Thetford
Il Priorato di Thetford fu un monastero cluniacense a Thetford, nella contea di Norfolk, Inghilterra. Fondato nel 1103 da Roger Bigod di Norfolk, Thetford fu uno dei monasteri più importanti dell'Anglia orientale.
Non deve essere confuso con il convento domenicano di Blackfriars, sempre a Thetford, che in seguito divenne parte della Thetford Grammar School.

## Storia

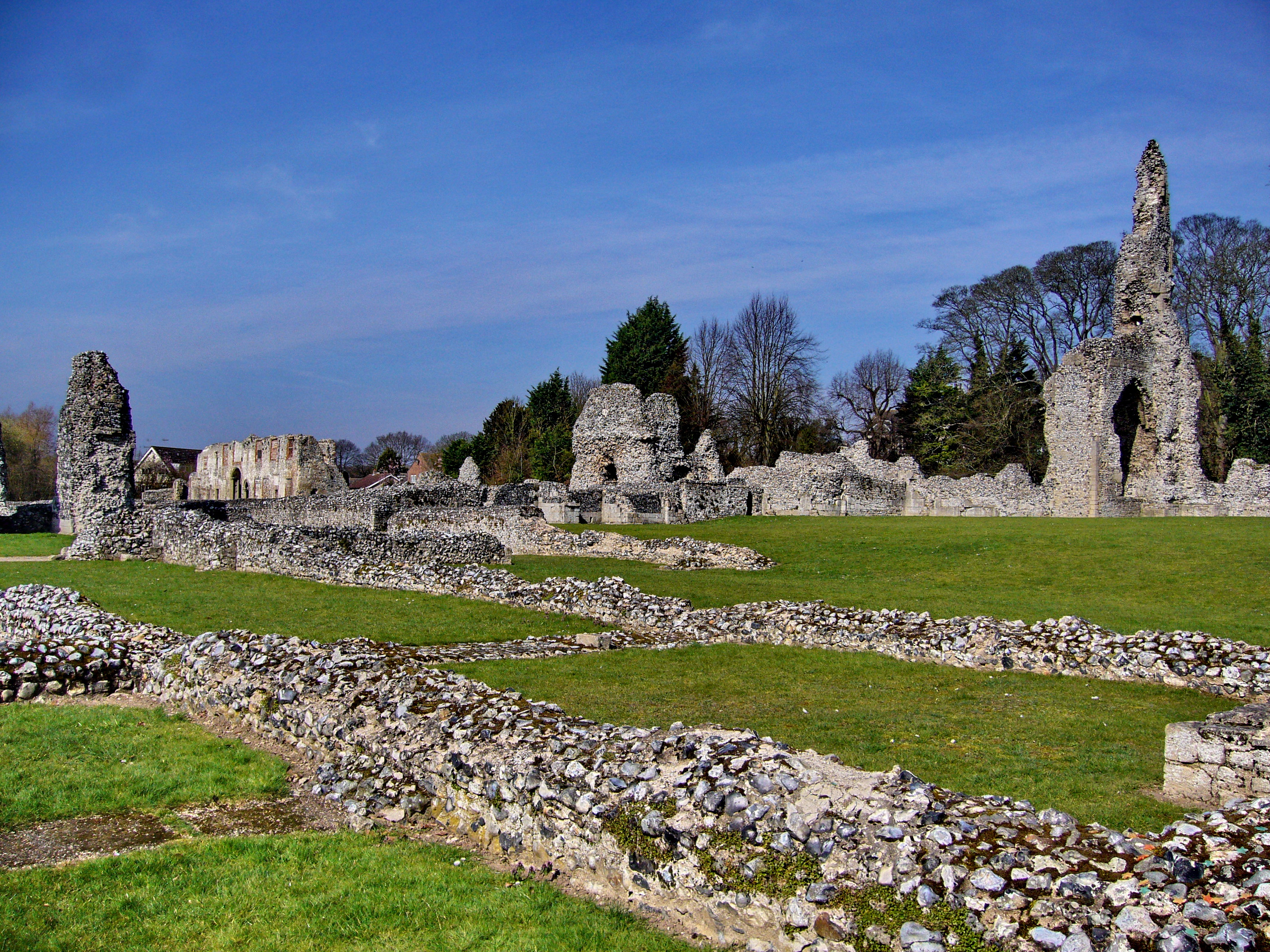
Priorato di Thetford

Il Priorato di Thetford fu fondato nel 1103 da Roger Bigod di Norfolk per sostituire un voto di pellegrinaggio in Terra Santa. Come chiesa del nuovo priorato inizialmente fu scelta la chiesa cattedrale abbandonata dei vescovi dell'Anglia orientale, sulla sponda del fiume Little Ouse nel Suffolk. Il nuovo priorato fu dedicato alla Beata Vergine. Furono eretti un chiostro o celle di legno per l'alloggio dei monaci e nel 1104 arrivarono i benedettini dal Priorato di St Pancras di Lewes 
Tre anni dopo, un nuovo priore si rese conto che il sito monastico, circondato dalle case dei borghesi, era inopportunamente sovraffollato e non c'era spazio per una foresteria. Bigod concesse quindi al monastero un sito piacevole e libero sull'altra sponda del fiume, nella contea di Norfolk. I monaci si trasferirono nella nuova sede il giorno di San Martino del 1114. 
Una leggenda vuole che, nel XIII secolo, la Vergine Maria sia apparsa alla gente del posto e abbia chiesto di aggiungere al sito una cappella a lei dedicata. Durante la costruzione della cappella, si scoprì che un'antica statua della Madonna, proveniente dal precedente sito, aveva nella testa una cavità che nascondeva reliquie di santi: il monastero divenne così un luogo di richiamo per molti pellegrini. Da una visita ufficiale compiuta nel 1390 dai monaci di Cluny, risultò che il monastero ospitava 22 monaci, eseguiva sei messe quotidiane (di cui tre cantate) e distribuiva ai poveri la decima parte del pane. I visitatori constatarono che tutti gli obblighi monastici secondo la regola cluniacense erano debitamente osservati. 
Durante il periodo della soppressione dei monasteri, nel 1539 i sindaci e i cittadini di Thetford presentarono una denuncia formale al primo ministro Thomas Cromwell sostenendo che molti degli abitanti della città sarebbero caduti in estrema povertà perché il loro sostentamento dipendeva dai pellegrini in visita al priorato. Enrico VIII rifiutò un piano proposto da Thomas Howard, III duca di Norfolk per convertire il priorato in una chiesa collegiata, dove il decano sarebbe stato il priore Guglielmo, mentre i monaci della vecchia casa cattolica avrebbero assunto il ruolo di prebendari e canonici secolari. Il Priorato di Thetford fu chiuso nel 1540 e entrò in possesso del Duca di Norfolk.

## Descrizione

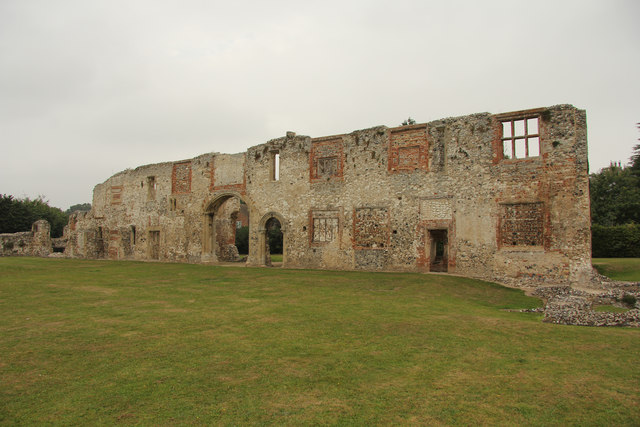
L'alloggio del Priore

Il priorato ospitava le tombe della dinastia Howard, di Henry FitzRoy, primo duca di Richmond e Somerset, e di altri primi funzionari della dinastia Tudor. Ma neppure questo poté salvare il priorato dalla soppressione. Alla sua chiusura nel 1540 (fu uno degli ultimi priorati ad essere sciolto), le tombe della famiglia Howard furono trasferite nella chiesa di San Michele Arcangelo a Framlingham.
L'alloggio del priore fu trasformato in una casa che venne abitata fino agli inizi del Settecento.
Le rovine del priorato (comprese le mura inferiori della chiesa e del chiostro, insieme all'imponente struttura dell'alloggio del priore e un corpo di guardia del XIV secolo quasi completo) sono aperte al pubblico come un sito dell'English Heritage. Il priorato e il corpo di guardia sono edifici di interesse storico culturale di I grado. 

## Priori
- Malgod, nominato nel 1104

- Stephen, nominato nel 1107

- Costantine, risulta nel 1131

- Martin, risulta nel 1189

- Peter Vincent, risulta nel 1202

- Richard, risulta nel 1226, morì intorno al 1236

- Stephen II, risulta nel 1240, ucciso nel 1248

- William I, risulta nel 1262

- Vincent, risulta nel 1279, morì intorno al 1300

- Reginald de Montargi alias de Eye, eletto circa nel 1300

- Ralph de Frezenfeld, nominato nel 1302

- Thomas Bigod, nominato nel 1304

- William de Ventodoro, nominato nel 1308

- Martin de Rinhiaco, nominato nel 1311

- Peter de Bosco, nominato nel 1316

- James de Cusancia, risulta nel 1336

- Geoffrey de Rochario, risulta nel 1355

- Roger de Berton, risulta nel 1370

- John de Fordham, risulta nel 1372

- John Ixworth, nominato circa nel 1400

- Nicholas, nominato nel 1430

- John Vesey, nominato nel 1438

- Robert Weting, nominato nel 1480

- Roger Baldry de Bermingham, nominato nel 1503

- William Ixworth, nominato nel 1518, ultimo priore

## Nelle vicinanze
Il Priorato del Santo Sepolcro, un altro edificio classificato di grado I e originariamente parte di un altro monastero medievale, si trova a 300 metri a sud, direttamente oltre il fiume Little Ouse.

## Sepolture
- Roger Bigod di Norfolk
- Hugh Bigod, I conte di Norfolk
- Roger Bigod, II conte di Norfolk
- John Howard, I duca di Norfolk (originariamente sepolto qui, poi trasferito a Framlingham)
- Thomas Howard, II duca di Norfolk (originariamente sepolto qui, poi trasferito a Framlingham)
- Anna di York (figlia di Edoardo IV) (originariamente sepolta qui, poi trasferita a Framlingham)
- John de Mowbray, terzo duca di Norfolk
- Henry FitzRoy, duca di Richmond e Somerset (originariamente sepolto qui, poi trasferito a Framlingham)